# Pere de Vall-llebrera
Pere de Vall-llebrera va ser un picapedrer de la vila de Cervera nascut durant el segle xiv, autor del Campanar de Cervera i d'altres edificacions. Hi ha constància que el 1435 el mestre Vall-llebrera treballava en el portal del temple gòtic de Santa Maria de Cervera. Abans, però, per tal de cobrir les campanes, anteriorment al descobert, el desembre del 1423 s'encarreguen alhora quatre noves campanes i la conclusió del campanar. Aquesta nova fase de les obres recau també en el mestre Vall-llebrera, amb qui es pacta un minuciós contracte que assenyala com a model explícit de la torre cerverina, la de la Seu de Lleida.